# Chen Lu
Chen Lu (Chinês simplificado: 陈露; Chinês tradicional: 陳露; pinyin: Chén Lù; Changchun, Jilin, 24 de novembro de 1976) é uma ex-patinadora artística chinesa. Ela foi por duas vezes medalhista de bronze olímpica em 1994 e 1998, e conquistou uma medalhas de ouro, uma de prata e duas de bronze em campeonatos mundiais.

## Principais resultados
| Resultados | Resultados      | Resultados        | Resultados        | Resultados        | Resultados        | Resultados        | Resultados       | Resultados      | Resultados        | Resultados      | Resultados      | Resultados    | Resultados    | Resultados    | Resultados    | Resultados    | Resultados    | Resultados    |
| Internacional | Internacional   | Internacional     | Internacional     | Internacional     | Internacional     | Internacional     | Internacional    | Internacional   | Internacional     | Internacional   | Internacional   | Internacional | Internacional | Internacional | Internacional | Internacional | Internacional | Internacional |
| Evento/Temporada | 1989– 1990      | 1990– 1991        | 1991– 1992        | 1992– 1993        | 1993– 1994        | 1994– 1995        | 1995– 1996       | 1996– 1997      | 1997– 1998        |                 | 2000– 2001      |               |               |               |               |               |               |               |
| --- | --------------- | ----------------- | ----------------- | ----------------- | ----------------- | ----------------- | ---------------- | --------------- | ----------------- | --------------- | --------------- | ------------- | ------------- | ------------- | ------------- | ------------- | ------------- | ------------- |
| Jogos Olímpicos |                 |                   | 6.ª               |                   | Medalha de bronze |                   |                  |                 | Medalha de bronze |                 |                 |               |               |               |               |               |               |               |
| Campeonato Mundial |                 | 12.ª              | Medalha de bronze | Medalha de bronze | WD                | Medalha de ouro   | Medalha de prata | 25.ª            |                   |                 |                 |               |               |               |               |               |               |               |
| CS Champion Series Final |                 |                   |                   |                   |                   |                   | 4.ª              |                 |                   |                 |                 |               |               |               |               |               |               |               |
| CS NHK Trophy |                 |                   |                   |                   |                   |                   | Medalha de ouro  |                 | Medalha de bronze |                 |                 |               |               |               |               |               |               |               |
| CS Skate America |                 |                   |                   |                   |                   |                   | Medalha de prata | WD              |                   |                 |                 |               |               |               |               |               |               |               |
| CS Trophée de France |                 |                   |                   |                   |                   |                   | Medalha de prata | WD              | 4.ª               |                 |                 |               |               |               |               |               |               |               |
| Jogos Asiáticos |                 |                   |                   |                   |                   |                   | Medalha de ouro  |                 |                   |                 |                 |               |               |               |               |               |               |               |
| Karl Schäfer Memorial |                 |                   |                   |                   |                   |                   |                  |                 | Medalha de ouro   |                 |                 |               |               |               |               |               |               |               |
| NHK Trophy | 8.ª             |                   | Medalha de bronze | 4.ª               |                   | Medalha de ouro   |                  |                 |                   |                 |                 |               |               |               |               |               |               |               |
| Piruetten |                 |                   |                   |                   |                   | Medalha de bronze |                  |                 |                   |                 |                 |               |               |               |               |               |               |               |
| Skate America |                 |                   | 4.ª               | Medalha de bronze |                   |                   |                  |                 |                   |                 |                 |               |               |               |               |               |               |               |
| Skate Canada International |                 |                   |                   |                   | Medalha de ouro   |                   |                  |                 |                   |                 |                 |               |               |               |               |               |               |               |
| Internacional – Júnior |                 |                   |                   |                   |                   |                   |                  |                 |                   |                 |                 |               |               |               |               |               |               |               |
| Campeonato Mundial Júnior |                 | Medalha de bronze | Medalha de bronze |                   |                   |                   |                  |                 |                   |                 |                 |               |               |               |               |               |               |               |
| Nacional |                 |                   |                   |                   |                   |                   |                  |                 |                   |                 |                 |               |               |               |               |               |               |               |
| Campeonato Chinês | Medalha de ouro | Medalha de ouro   | Medalha de ouro   | Medalha de ouro   | Medalha de ouro   | Medalha de ouro   | Medalha de ouro  | Medalha de ouro | Medalha de ouro   |                 | Medalha de ouro |               |               |               |               |               |               |               |
| Jogos Nacionais da China |                 |                   |                   |                   |                   |                   |                  |                 |                   | Medalha de ouro |                 |               |               |               |               |               |               |               |
| |                 |                   |                   |                   |                   |                   |                  |                 |                   |                 |                 |               |               |               |               |               |               |               |
| Legenda: CS = Champion Series; WD = Abandonou; Competição não foi disputada nesta temporada; Competição não fez parte do GP/CS; Competição fez parte do GP/CS |                 |                   |                   |                   |                   |                   |                  |                 |                   |                 |                 |               |               |               |               |               |               |               |